# GE E60
GE E60 – amerykańska lokomotywa elektryczna produkowana przez GE Transportation.

## E60C
Pierwszą wersją lokomotywy E60 była E60C zamówiona przez BM&LM. Pomiędzy 1972 a 1976 rokiem linie te zamówiły 6 lokomotyw E60C (o numerach 6000-6005). Były one przeznaczone do obsługi składów transportujących węgiel z kopalni Black Mesa (Kayenta, w stanie Arizona) do odległej o 125 km elektrowni w Page. Lokomotywy tej wersji maja jedną kabinę maszynisty i jeden pantograf. Silniki lokomotyw E60C zasilane są prądem zmiennym o napięciu 50 kV wytwarzanym przez elektrownię w Page.

## E60CP/E60CH
Drugim nabywcą lokomotyw GE E60 był Amtrak. W latach 1974–1976 GE wyprodukował dla tych linii 26 lokomotyw E60 w dwóch wersjach: E60CP i E60CH. Lokomotywy E60CP (7 sztuk o numerach 950, 952-957) zostały wyposażone w generatory pary i przeznaczone do obsługi składów pasażerskich z wagonami ogrzewanymi parą, E60CH (9 sztuk o numerach 951, 958-975) były przystosowane do obsługi wagonów pasażerskich ogrzewanych elektrycznie. Lokomotywy E60CP i E60Ch miały kabiny maszynistów na obu końcach i dwa pantografy. W 1976 roku lokomotywy 951 i 957 zamieniły się numerami i w rezultacie elektrowozy E60CP miały numery z zakresu 950-956, a E60CH 957-975.
Masa lokomotyw E60 sprawiła, że słabo nadawały się one do obsługi składów pasażerskich. Dużym problemem okazała się skłonność tych lokomotyw do zbaczania podczas przyśpieszania. W rezultacie podczas testów przeprowadzanych przez Federal Railroad Administration dwukrotnie doszło do wykolejenia lokomotyw tego typu. Problemy ze zboczeniem i skutkujące zwiększonym zużyciem szyn i ryzykiem wykolejenia sprawiły, że FRA obniżyła dopuszczalną prędkość maksymalną lokomotyw E60 do 145 km/h (według projektów miała sięgać 193 km/h). W rezultacie Amtrak zrezygnował z dalszych zakupów lokomotyw E60 i zastąpił stare elektrowozy pasażerskie PRR GG1 produkowanymi na szwedzkiej licencji przez General Motors Electro-Motive Division lokomotywami AEM-7.
W 1984 roku po rozpoczęciu użytkowania elektrowozów AEM-7 większość E60 została zmagazynowana. Dziesięć E60CH (958-963, 967, 971-973) zostało w 1984 roku sprzedane firmie New Jersey Transit, E60CH 966 i 968 liniom Navajo Mine Railroad. W 1985 roku NJT odsprzedał lokomotywę numer 961 Navajo Mine Railroad. Lokomotywy E60 należące do NJT zostały wycofane w 1998 roku (zachowano lokomotywę 958), Navajo Mine Railroad wycofał E60 w 2003 roku.

## E60MA
W latach 1986–1988 Amtrak zmodernizował użytkowane E60. Z lokomotyw E60CP zdemontowano generatory pary, a cztery z nich otrzymały wyposażenie do obsługi wagonów ogrzewanych elektrycznie (HEP). Wszystkie lokomotywy E60 linii Amtrak zostały zmodernizowane, a ich oznaczenie zmieniono na E60MA (Motor Alternating). Otrzymały one także nowe numery z zakresu 600-610 (lokomotywy z HEP) oraz 620-621 (lokomotywy bez HEP). Zmodernizowane lokomotywy ważyły 183 tony, o 10,5 tony mniej niż przed modernizacją. Elektrowozy E60MA przeznaczono do obsługi ciężkich, dalekobieżnych składów pasażerskich takich jak Crescent (Nowy Jork-Nowy Orlean), Silver Meteor (Nowy Jork-Miami), Broadway Limited (Nowy Jork -Chicago), Clocker (Nowy Jork-Filadelfia).
W 2003 roku Amtrak wycofał E60MA. W kwietniu 2004 roku E60 603 została przekazana do muzeum kolei w Lancaster. Pozostałe zostały zezłomowane.

## E60C-2
Pomiędzy sierpniem 1982 a styczniem 1983 roku linie Black Mesa and Lake Powell zamówiły dwie dodatkowe lokomotywy W60C w wersji E60C-2. Podobnie jak starsze E60C miały one pojedynczą kabinę maszynisty i pantograf.
We wrześniu 1982 roku rozpoczęto dostawy E60C-2 dla Ferrocarriles Nacionales de México. Do grudnia 1983 miało być dostarczone 39 lokomotyw o numerach EA001-EA039. Podobnie jak lokomotywy linii Amtrak miały one mieć dwie kabiny maszynistów i pantografy. Zamówione lokomotywy miały obsługiwać pociągi na linii Meksyk-Irapuato. Problemy ekonomiczne sprawiły, że dopiero 24 lutego 1994 roku 28 lokomotyw weszło do służby na tej trasie, z czego sześć w następnych latach uległo awariom. Jedenaście pozostałych zostało zmagazynowane. 
Po prywatyzacji Ferrocarriles Nacionales de México 1997 roku używane E60 ((22 sztuki) zostały przejęte przez nowo powstałe Transportación Ferroviaria Mexicana, a zmagazynowane 110 sztuk pozostało własnością rządu.
W następnych latach meksykańskie E60C-2 zostały sprzedane. 22 lokomotywy sprzedano firmie GE w zamian za lokomotywy spalinowe GE AC4400CW. Trzy E60 zostały odsprzedane w 1999 roku amerykańskiej firmie Texas Utilities (TXU), kilka zakupiła BM&LP, siedem Deseret-Western Railway (do obsługi składów towarowych wożących węgiel z kopalni w Rangely do elektrowni w Bonanzie), a siedem przez kanadyjską Montréal Agence Métropolitaine de Transport.